# Résfal

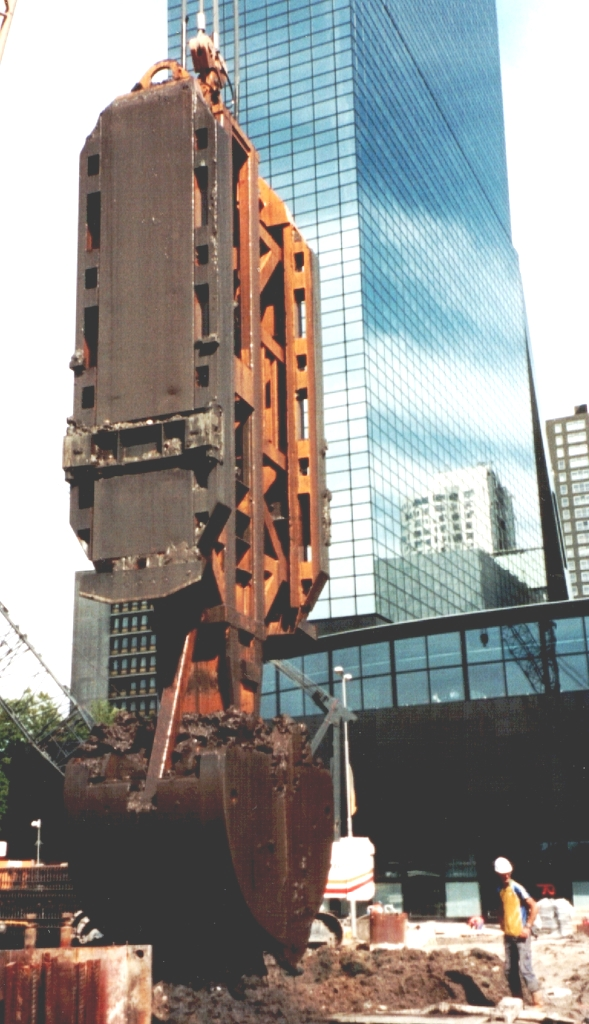
Drótköteles markoló

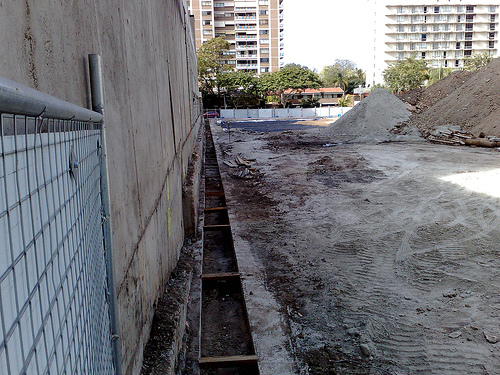
Résvezető gerendasor kiásás előtt

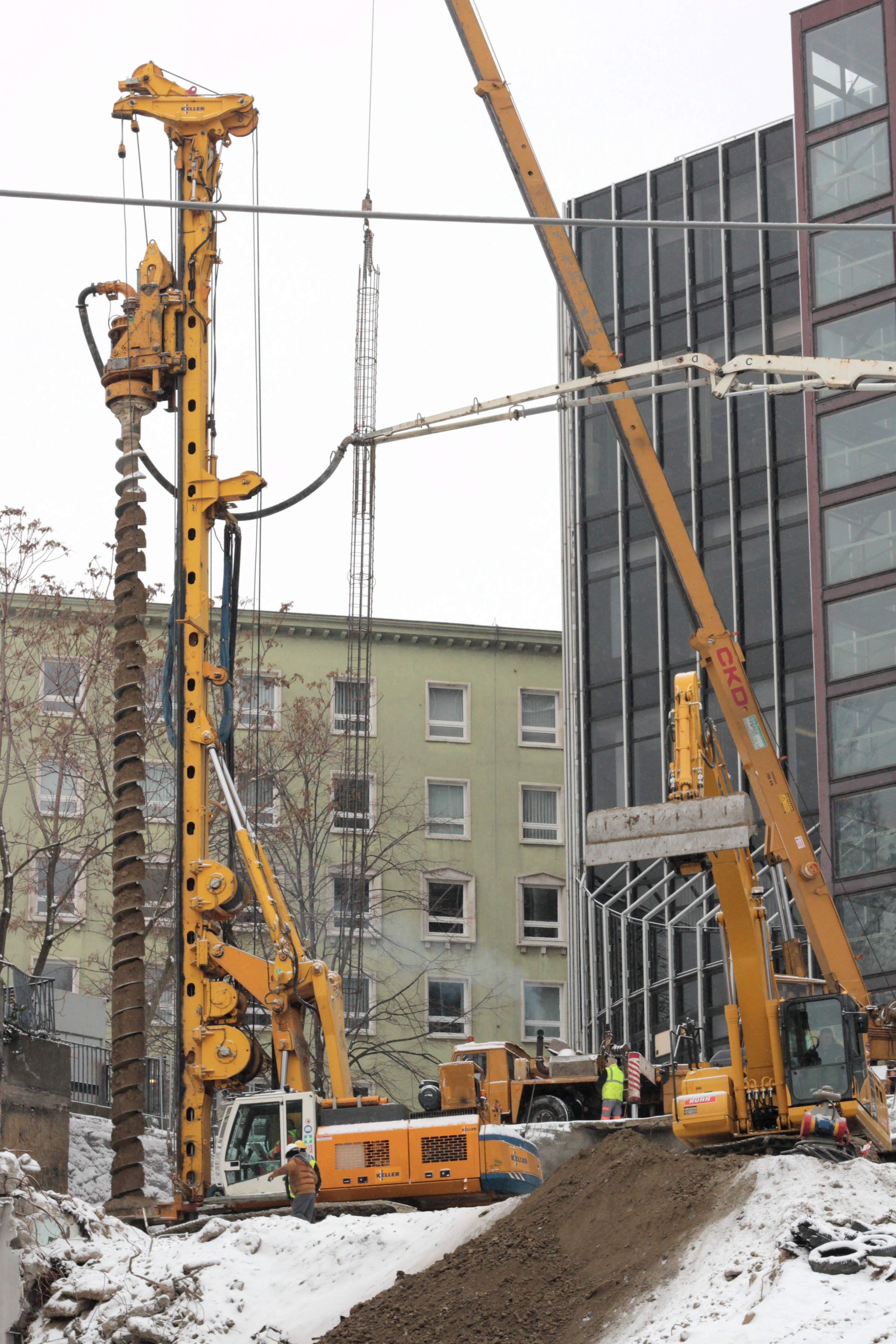
Cölöpfal készül

A résfal egy vasbeton építkezési technika puha talajokon, nyílt vízfelszín közelében vagy magas talajvízszint esetén.
Ezt a technológiát jellemzően vízzáró falak építésére használják alagutak, bevágások környezetében és alapok fektetéséhez.

## Építése
Először kiássák a rést, ami a fal alakját adja, majd résiszappal töltik fel. A résiszap a belső hidraulikus erőket kiegyenlítve oldalirányú nyomással megtámasztja a földfalat, megakadályozva omlását és az árok vízzel való feltöltődését. Ezek után lehajtják a vasalatot (az armatúrát) és a vágatot feltöltik betonnal, ami a résiszapot kiszorítja.
A résfalazást általában 1 m mély és 0,5 m vastag résvezető gerenda kiépítésével kezdik. A résvezető gerendát a földfelszínen készítik el az árok kijelölésére és az ásás vezetésére. Az ásást egy különleges drótköteles markolóval vagy marótárcsás hidraulikus réselőgéppel végzik. 
A gép leás a tervezett mélységig vagy az alapkőzetig, majd felemelkedik és az árok résvezető gerendája mentén továbbhaladva ismét leás, így folyamatosan bővíti tovább az árkot, melyet ezzel párhuzamosan töltenek általában víz és bentonit keverékéből álló résiszappal az omlás megakadályozására.
Amikor elérik a teljes hosszúságot, az iszappal töltött résbe leengedik a vasalatot, majd betonozócsövön keresztül feltöltik betonnal. A talajjal szennyeződött felúszó iszapot aztán zagyszivattyúval eltávolítják és újrahasznosítják.
Résfalakkal területeket kerítenek körbe, hogy kirekesszék innen a vizet, vagy hogy távol tartsák azt felpuhult talajoktól. A betonozás végén az ásást már egy betonfallal zárt területen lehet folytatni. A betonfal omlását megelőzendő a frissen feltárt területen ideiglenes támasztékokat alkalmaznak (pl. dúcok). Amikor a fallal körülvett területen felépült szerkezet már megtámasztja a falat, a dúcok és más ideiglenes támszerkezetek eltávolíthatók.
A résfalazás technikáját először a milánói 1-es számú metróvonal kiásásánál alkalmazta az I.C.O.S cég, nem sokkal a II. világháború befejezése után, majd fontos elemévé vált a cölöpfal-födém (más néven milánói) építési módszernek.
A résfalazást használtak a Világkereskedelmi Központ helyének nagy részét körülölelő medence kialakítására és a bostoni Big Dig alagút beruházásnál is.

## Külső hivatkozások
- Résfalas állomásépítési módszer bemutatása (animáció)
- A 4-es metró dobozállomásainak építésénél alkalmazott milánói módszer
- Résfalazó videó (angol)
- A természetes pala jó választásnak tűnik hulladéklerakók béleléséhez (angol)
- Mélyalapozások - résfalak, A réselés technológiai ismertetése (Digitális Tankönyvtár)
- A Lahta-központ építése (orosz, angol)

## Fordítás
Ez a szócikk részben vagy egészben  a   Slurry wall című angol Wikipédia-szócikk ezen változatának fordításán alapul.  Az eredeti cikk szerkesztőit annak laptörténete sorolja fel. Ez a jelzés csupán a megfogalmazás eredetét és a szerzői jogokat jelzi, nem szolgál a cikkben szereplő információk forrásmegjelöléseként.